# Aviaenergo
Aviaenergo (ros. Авиаэнерго) – zlikwidowana rosyjska linia lotnicza z siedzibą w Moskwie, portem głównym był port lotniczy Moskwa-Wnukowo. Obsługiwała połączenia z Europą, Bliskim i Dalekim Wschodem
W momencie likwidacji w skład floty wchodziły 3 samoloty Tu-154M i 2 samoloty Ił-62M. 